# Massacres de Tombel
Les massacres de Tombel sont des massacres planifiés contre des populations allogènes à Tombel, essentiellement des immigrés bamilékés soupçonnés de soutenir les nationalistes — notamment ceux de l'UPC —, et perpétrés par des autochtones bakossi avec le soutien de l'administration camerounaise.

## Contexte
Comme d'autres villes camerounaises, Tombel est le théâtre en mai 1955 de manifestations contre l’arrestation de militants indépendantistes. Au moins trois manifestants sont abattus.
À partir du milieu des années 1950, les migrants bamilékés deviennent la cible des élites autochtones qui les accusent d'avoir accaparé les terres les plus fertiles et de favoriser le « terrorisme ». En 1965, des groupes Bakossi (autochtones) constituent des milices pour combattre les rebelles et se voient offrir, à partir d’août 1966, des armes par les autorités et un encadrement par la police mobile du département.

## Déroulement
Le 31 décembre 1966, ces milices attaquent plusieurs villages et procèdent à une extermination méthodique des villageois bamilékés. Officiellement, les massacres ont fait 236 morts et un millier de blessés.

## Nombres de victimes et conséquences
Mongo Béti écrit dans ''Main basse sur le Cameroun'' : 

« Les témoignages que j’ai continué à recueillir après la première édition de mon livre (et sa saisie), tous concordants, ont sans cesse ajouté à l’horreur de cette abomination. Bien entendu, le nombre de morts de Tombel n’est pas exactement connu, cinq cents étant pourtant le chiffre que j’ai le plus souvent entendu avancer  : l’incertitude, habituelle en de telles circonstances, s’aggrave de ce que la boucherie se perpétra à la faveur d’épaisses ténèbres, le village, soupçonné d’héberger des maquisards, ayant été surpris dans son sommeil. Personne ne fut épargné, ni l’enfant au sein, ni l’aïeul, ni la femme enceinte, la soldatesque d’Ahmadou Ahidjo ayant appliqué les techniques massives, en quelque sorte abstraites, d’abattage imitées de ses modèles nazis. Quant aux Blancs qui participèrent, comme chacun en convient, à ce haut fait d’armes, qui étaient-ils au juste  ? Des instructeurs israéliens  ? Des officiers et sous-officiers français détachés auprès des forces armées du tyran mercenaire au titre de l’assistance technique  ? Ma propre conviction incline plutôt vers cette dernière hypothèse, sans laquelle je m’explique mal les efforts titanesques, et d’ailleurs heureux, déployés par Paris pour caviarder tout écho de cet énorme carnage dans la presse parlée et même écrite. »